# Marita Caro
Marita Caro, nacida María Manuela Caro y Carbajal (1932- 2017) fue una de las grandes pianistas del siglo XX. Marita Caro nació en Villafranca del Bierzo en 1932, en el linaje de los Álvarez de Toledo, con una posición social que le dio acceso a la música desde pequeña. Decimoséptima generación del II Marqués de Villafranca, su padre Mariano Caro y del Arroyo fue III conde de Peña Ramiro. Vivió hasta su muerte en el Castillo-Palacio de los Marqueses de Villafranca del Bierzo junto a su marido, el célebre compositor Cristóbal Halffter.  

## Biografía
Marita Caro fue a formarse a Madrid y se graduó con laureles al obtener el Premio Extraordinario del Conservatorio de Madrid. Marita Caro tuvo tres hijos con Cristóbal Halffter, Alonso, María y Pedro Halffter Caro, y una vida profesional con entidad propia como artista, pero ha quedado ensombrecida en la vida pública por su papel de madre y esposa. Su hijo menor, Pedro, también músico siempre reconoce el influjo materno en su vocación. «Mucha gente cree que es por su padre, él siempre dice que fue su madre quien le transmitió el amor por la música».

## Trayectoria
Marita Caro fue una pionera, al ser la primera mujer solista en la Orquesta Nacional de España, tocó igualmente en la Real Orquesta Sinfónica de Sevilla, la Filarmónica de Málaga y la Orquesta Sinfónica de Madrid. Asimismo, colaboró con las grandes agrupaciones musicales europeas como la Radio de Baviera, la London Symphony Orchestra, la BBC Symphony Orchestra, la Orquesta Sinfónica de la Radio de Berlín, la Orquesta de la Radio del Oeste de Alemania, la Filarmónica de Dresde, la Orquesta de la Suisse Roman de Ginebra, la Orquesta Estatal de Halle, la Royal Albert Hall y el Wigmore Hall, la Herkulesaal de Múnich, la Pleyel de París y la Orquesta Sinfónica de Basilea.
También grabó varios discos de piano y con su empeño, el Curso Internacional de Composición Cristóbal Halffter  se convirtió en toda una referencia, por el que, a lo largo de más de 30 ediciones, pasaron los músicos y directores de orquesta de más prestigio hoy en día. Suyos fueron los esfuerzos para crear la Fundación Pedro de Toledo, con la que se trató de recuperar la calle del Agua de Villafranca, o la reconstrucción del órgano de la Colegiata de Santa María, a través de la creación de la orquesta filarmónica Juan de Encina.
La audacia de Marita Caro, como nos dice Jesús Ruiz Mantilla, "se multiplica cuando se repasa la valentía con la que escogió su repertorio. Mas allá de quedarse estancada en el clasicismo o el romanticismo, abordó a sus contemporáneos del siglo XX. No solo la obra de Halffter, también la de los grandes rompedores del panorama internacional: de Pierre Boulez a György Ligeti o del español en el exilio Roberto Gehard, a la escuela de Viena, con preferencia por Anton Webern. "
Las directoras Carlota Coronado y Giovanni Marcelli, Premio Goya 2015, reconstruyen la figura de la artista en Marita Caro. Haciendo posible lo imposible, un documental de 20 minutos que cuenta con testimonios como el del director de la Orquesta Nacional de España, la pianista Polina Osetinskaya, el compositor Tomás Franco, Ana Comesaña, directora de la Joven Orquesta Nacional de España, los hijos de la pianista Pedro y Alonso Halffter y de villafranquinos como el fotógrafo Ramón Cela, el exalcalde Luis Núñez del Blanco y el actual regidor José Manuel Pereira.

## Premios y reconocimientos
- En 2022 la Universidad Complutense de Madrid le rindió un homenaje organizado desde la Unidad de Igualdad de dicha Universidad, bajo la dirección de Isabel Tajahuerce Ángel, se presentó el documental, Marita Caro. Haciendo posible lo imposible de Carlota Coronado y Giovanni Maccelli, sobre su vida y se interpretó por su hijo Pedro Halffter la obra las Variaciones Goldberg J.S. Bach .[8][9][10]

- Premio Extraordinario del Real Conservatorio Superior de Música de Madrid.
- Premio Ricardo Viñes[11]